# كاثلين كوربت
كاثلين كوربت (بالإنجليزية: Kathleen Corbet)‏ هي سيدة أعمال أمريكية، ولدت في 1960.

## وصلات خارجية
- كاثلين كوربت على موقع إن إن دي بي (الإنجليزية)